# فرانسیس آرتور باتر
فرانسیس آرتور باتر (انگلیسی: Francis Arthur Bather; ۱۷ فوریهٔ ۱۸۶۳ – ۲۰ مارس ۱۹۳۴) دیرین‌شناس اهل بریتانیا بود.
وی همچنین برندهٔ جوایزی همچون همکار انجمن سلطنتی شده‌است.